# チャッキリ大放送
『チャッキリ大放送』（チャッキリだいほうそう）は、1976年4月5日から1986年10月3日まで静岡放送（SBSラジオ）の平日昼の時間帯で放送されていたワイドラジオ番組。

## 概要
1970年代後半から1980年代中期までSBSラジオの平日昼の時間帯を支えていたワイド番組。スタート当初の番組タイトルは「お昼のチャッキリ大放送」だったが、放送時間が1時間繰り下がって短縮となった1978年4月からタイトルから「お昼の」が取れて「チャッキリ大放送」のみとなっている。
若い主婦を中心とした若年層からリスナー層と設定していた。
本番組のコーナー『われらスポーツ仲間』での企画「われらスポーツ仲間全員集合」が、昭和56年度（1981年度）の日本民間放送連盟賞「ラジオ娯楽部門優秀賞」を受賞。
末期・1986年の時点では、はがきやリクエストなどが採用されて読まれたリスナーに当番組オリジナルのテレホンカードがプレゼントされていた。

## 放送時間の変遷
- 月 - 金曜 12:30 - 16:00 （JST、1976年4月〜1978年3月）
- 月 - 金曜 13:30 - 16:00 （JST、1978年4月〜1981年3月）
- 月 - 金曜 13:30 - 15:50 （JST、1981年4月〜1983年9月）
- 月 - 金曜 13:30 - 15:30 （JST、1983年10月〜1986年9月）

## パーソナリティ
（）
1976年4月〜1977年3月
- 國本良博、藤原ひろこ

1977年4月〜1978年3月
- 月・火 - 松野輝洋、今井節子
- 水〜金 - 鈴木昭雄、山田清子

1978年3月〜1984年3月
- 松野輝洋、高光美智子

1984年4月〜1986年9月
- 國本良博（再登板）、上藤美紀代

## コーナー・タイムテーブル
（）

### 1976年4月 - 1978年3月
- ナウナウはままつ鍛冶町からこんにちは
（浜松西武百貨店内のサテライトスタジオから、歌手やタレントをゲストに迎えての公開生放送[8]。）
- ナウナウぬまづハーイアップルプラザ
- 夕刊チラ読み
- 八百半ワンポイント情報
- 街角インタビュー
- ふれあい広場・伸ちゃんの井戸端漫談（出演：すがぬま伸[2]）
- 初恋バンザイ
- クリープハッピータイム
- ニュース
- 伝言板付き電話リクエスト
- 天気予報・交通情報
- 話のアンテナ
- こんにちはスクーピーです
- 聞いてちょうだいこの話
- うたうかどには
- わが家あれこれ （1976年10月から）
- 大変ですねご苦労さん （1976年10月から）

### 1978年4月から
- チャッキリ歌謡パレード
- さわやか広場
- ふれあいリクエスト
- チャッキリ今日のアンケート
- あの時この歌が思い出の歌 （月曜）
- 川柳 〜午後の句会〜
（1981年当時は、当日にお題を放送で告知、リスナーは創作した川柳を電話で伝える形で応募。採用者には万年筆やボールペン、月間賞に選ばれた最優秀者には腕時計がそれぞれ贈られた[9]。）

### 1979年から
- 歌謡曲いっぱい （4月から）
- 子供の目 （4月〜1981年3月）
（小学生の目から見た父・母をありのままに語ってもらうコーナー[10]。）
- 私の記念日 （4月から）
- チャッキリ歌謡新人王 （4月から、金曜）
（このコーナーで新人歌手を紹介して後にリクエストを募集し、そのリクエストが一番多かった歌手を新人王としていた[10]。）
- 何でも相談室 （10月から）

### 1981年 - 1983年当時
- 13:30 - 歌謡曲いっぱい
- 14:00 - 交通情報
- 14:02 - 
  - 歌謡曲いっぱい （1982年3月まで）
  - デンソードライバー情報 （1982年4月から）
- 14:10 - ふれあいキャラバン 奥様何でもリクエスト （1981年10月から）
- 14:20 - チャッキリ旅日記 〜伊豆・箱根・熱海・湯河原地区誘客大作戦
（リスナーからの旅の思い出話を紹介[10]。出演希望のはがきの中から選ばれ、電話出演したリスナーには3,000円分の旅行ギフト券とアルバムが贈られた[9]。）
- 14:30 - 一日一電
（リスナーからその日のテーマに沿った思い出話やエピソードを募集して紹介[10]）
- 14:40 - 大変ですねご苦労さん
- 14:50 - 川柳 〜午後の句会〜
- 15:00 - ニュースデスク
- 15:05 - 日替わりコーナー
  - 月曜：素朴な疑問、百人に聞きました （1981年3月まで）

（日常生活の中で生じた小さな疑問を募集し、解決しようとするコーナー[10]）
  - 月曜：巷のベスト3 （1981年4月〜1982年9月）
  - 月曜：春のるんるんベクトル （1982年10月から）
  - 火曜：われらスポーツ仲間 （1981年3月まで）

（学校や職場のスポーツサークルに飛び込みインタビュー[10]）
  - 火曜：クイズサウンドハンター （1981年10月〜1982年3月）
  - 火曜：習ってる場合ですよ （1982年4月〜1982年9月）
  - 水曜：子供の目 （1981年3月まで）
  - 水曜：やぼな質問 （1981年4月〜1982年3月）
  - 水曜：三丁目のメルヘン （1982年4月から）
  - 木曜：独占！美智子の時間 （1981年3月まで）

（当時のパーソナリティ、高光美智子が何でもあらゆることに挑戦するコーナー。演歌、物真似、合気道、ボクシング、応援団などに挑戦していた[10]）
  - 木曜 → 火曜（1982年10月から）：午後の招待席
  - 金曜 → 木曜（1982年10月から）：チャッキリ歌謡新人王
  - 金曜：チャッキリ学苑
- 15:20 - 
  - カゴメにっぽんのハラ時計 （1982年3月まで）

（リスナーから食べ物に関する様々な話やエピソード、自慢の料理とそのレシピ、調理の秘訣や工夫などを募集して紹介。出演希望のはがきの中から選ばれたリスナーと電話をつないで話も伺い、その出演者には現金5,000円が贈られた[10][9]。）
  - カゴメ味の小径 （1982年4月から）
- 15:30 - ミュージックプレゼント
- 15:40 - 気軽なパートナーやあ!お元気ですか （ニッポン放送制作）
- 15:45 - 天気予報・交通情報

1983年4月以降スタートのコーナー
- 校歌を歌おう
（リスナーから小学校・中学校・高校それぞれの思い出の時代の話を聞いた上で、母校の校歌を歌ってもらう[11]）
- ともだちアフタヌーン チャッキリお茶の間日記
- くらしの泉

### 1984年4月から
- クンちゃん・みきよの珍発見法 （1985年まで）
- 昼下がりの電話帳
（このコーナー宛にはがきを送ったリスナーと電話をつなぎ、様々な身の回りの身近な出来事を聞き、そのエピソードに敬意を払うとしてトロフィーをプレゼントする[11]）
- 午後の浴場
（「銭湯の一番風呂に入る」という設定で、風呂場の中の水の音、桶の音などの効果音をエコーをかけながら流し、これらの音をバックに、海外のものを含む古今東西の面白い話題を紹介[11]）
- 気持ちは「フルリク」コーナー 
（リスナーからのリクエスト曲を、原則としてフルコーラスかけて応える[11]）
- 健康一口メモ
- スクリーンリクエスト （1985年4月〜1985年9月）
- 便りがあるのは良い便り （月曜）
- 笑って許して （火曜、1985年10月〜1986年3月）
- ホコリ高き歌 （火曜、1986年4月から）
- チャッキリ国語辞典 → チャッキリ現代辞典 （水曜）
- パソコン交換日記 （木曜、1985年10月から）
- ようこそ國本館へ （金曜、1985年10月から）